# Ex (Texteditor)
ex (/usr/bin/ex) ist ein zeilenorientierter Editor und Bestandteil von Unix- und unixartigen Systemen. Er gehört zu einer Familie von Editoren, zu denen interaktiv benutzbare (ed und vi), aber auch solche für den Batchbetrieb (sed) gehören und die voneinander abgeleitet sind.
ex ist in Funktionsumfang und Verhalten normiert durch den POSIX-Standard.

## Geschichte
Der originale ex war eine erweiterte Version des – damaligen – Unix-Standardeditors ed, welcher seinerseits Teil der Berkeley Software Distribution (BSD) war. Die Weiterentwicklung ex verbesserte im Vergleich zu ed vor allem die Benutzerfreundlichkeit, ohne allerdings das Grundkonzept des zeilenorientierten Editors anzutasten. Später nahm Bill Joy ex als Grundlage und entwickelte darauf – zuerst in Form eines Makro-Pakets, später als eigenständiges Programm – den Editor vi. Deshalb kann der vi auch mit einem Befehl in einen ex-Modus geschaltet werden.

## Benutzung

### Konfiguration
Einstellungsmöglichkeiten unterscheiden sich von System zu System aufgrund leicht unterschiedlicher Implementierungen, wenn es auch einen immer vorhandenen, gemeinsamen Grundstock gibt. Alle aktuell gültigen Einstellungen können während der Session durch den Befehl set all angezeigt werden. Das folgende Beispiel zeigt dies wie auch den Programmaufruf selbst auf einem aktuellen AIX-System (oslevel 7100-04-02-1614). Die Hervorhebungen sind im Original nicht vorhanden und dienen lediglich der Verdeutlichung:
```
$ 
ex .kshrc

".kshrc" 129/2238
:
set all

autoindent              mesg                            noshowmode
autoprint               nomodeline                      noslowopen
noautowrite             nonumber                        tabstop=8
nobeautify              nonovice                        taglength=0
closepunct='".,;)]}     nooptimize                      tags=tags /usr/lib/tags
directory=/var/tmp      paragraphs=IPLPPPQPP LIpplpipbp backtag
noedcompatible          partialcharacter=-              term=xterm-r5
noerrorbells            prompt                          terse
exrc                    noreadonly                      timeout
noflash                 redraw                          ttytype=xterm-r5
hardtabs=8              remap                           warn
history=0               report=5                        window=39
noignorecase            scroll=19                       wrapscan
linelimit=1048560       sections=NHSHH HUuhsh+c         wrapmargin=0
nolisp                  shell=/usr/bin/ksh              nowriteany
nolist                  shiftwidth=5                    wraptype=word
magic                   noshowmatch
```

Einstellungen sind entweder deklarativer Natur, wo einem Bezeichner ein Wert zugewiesen wird (siehe im Beispiel etwa ttytype) oder logisch. Bei logischen Einstellungen wird traditionell der Bezeichner mit einem vorangestellten no aus- und ohne dieses Präfix eingeschaltet (siehe etwa nonumber, der Befehl set number schaltet die Ausgabe von Zeilennummern ein, set nonumber stellt dieses Verhalten ab).
Die Anweisungen zum Einstellen von ex werden beim Start des Programms aus Dateien entnommen. Systemweite Einstellungen stehen in /etc/exrc. Benutzerbezogene Einstellungen stehen in $HOME/.exrc. Ist die Option exrc gesetzt, wird die Datei ./.exrc ausgewertet.
Einstellungen werden auch aus der Umgebungsvariable EXINIT übernommen.
Oft wird die Funktionalität von ex durch andere Programme zur Verfügung gestellt, z. B. von vim. Dann ändern sich die Dateinamen für die Einstellungen oder es werden zusätzliche Dateien ausgewertet (z. B. /etc/vim/vimrc, $HOME/.vimrc, ./.vimrc).

### Interaktive und nicht interaktive Verwendung
Auch wenn ex für die interaktive Benutzung gedacht war, ist es doch möglich, dem Programm eine Liste von Befehlen über stdin (entweder als Pipeline oder als Here-Document) zur automatisierten Abarbeitung zu übergeben. Dies macht es möglich, den Editor ähnlich wie sed für automatisierte Änderungen einzusetzen.
Im folgenden Script-Beispiel wird in allen Dateien in /some/where, deren Name auf txt endet, in solchen non-interaktiven Editorsessions geändert (und zwar jedes Auftreten von "abc" in den ersten drei Zeilen in "XYZ"). Man beachte, dass, im Unterschied zu sed, die geänderte Datei nicht erst in eine temporäre Zwischendatei gespeichert und anschließend über das Original kopiert zu werden braucht:
```
#!/bin/ksh
typeset chSrc="abc"
typeset chRpl="XYZ"
typeset fTgt=""

for fTgt in /some/where/*txt ; do
     ex - "$fTgt" <<-EOF
        1,3 s/$chSrc/$chRpl/g
        w
     EOF
done
```

### Besonderheiten
Auf einigen HP-UX-Systemen kann ex auch durch den Befehl e (das ist dann ein Hardlink auf ex) aufgerufen werden.